# جانکارلو بلینی
جانکارلو بلینی (ایتالیایی: Giancarlo Bellini؛ زادهٔ ۱۵ سپتامبر ۱۹۴۵) دوچرخه‌سوار اهل ایتالیا است. وی در مسابقات تور دو فرانس و جیرو دیتالیا شرکت کرده است.